# Super Ligue du Nord 2025
La saison 2025 de Super Ligue du Nord est une compétition rassemblant six franchises canadiennes féminines de soccer. C'est la première édition de la Super Ligue du Nord.

## Participantes
| \| Rise AFC Toronto Wild Tides Roses Rapide \| Localisation des clubs engagés dans le championnat. |
| Rise AFC Toronto Wild Tides Roses Rapide                                                           |

| Équipe            | Ville     | Stade                           | Entraîneur-chef         |
| ----------------- | --------- | ------------------------------- | ----------------------- |
| Wild de Calgary   | Calgary   | Stade McMahon                   | Lydia Bedford           |
| AFC Toronto       | Toronto   | Stade York Lions                | Marko Milanović         |
| Rise de Vancouver | Vancouver | Stade Swangard                  | Anja Heiner-Møller (de) |
| Tides de Halifax  | Halifax   | Wanderers Grounds               | Lewis Page              |
| Roses de Montréal | Montréal  | Centre sportif Bois-de-Boulogne | Robert Roșițoiu         |
| Rapide d'Ottawa   | Ottawa    | Stade Place TD                  | Katrine Pedersen        |

## Format
Chaque équipe joue 25 matches dans la saison régulière, et affronte donc toutes les autres équipes 5 fois. Les quatre équipes les mieux classées sont qualifiées pour le tournoi de fin de saison, avec des demi-finales disputées en double confrontation aller-retour et une finale disputée en un match simple. Le champion représentera le Canada lors de la Coupe des champions de la CONCACAF 2026-2027.

## Calendrier
La saison régulière se déroule du 16 avril au 18 octobre 2025. La finale du championnat sera jouée le 15 novembre 2025.

## Résultats

### Saison régulière
| Rang | Équipe      | Pts | J  | G | N | P | Bp | Bc | Diff |
| ---- | ----------- | --- | -- | - | - | - | -- | -- | ---- |
| 1    | AFC Toronto | 28  | 15 | 9 | 1 | 5 | 23 | 18 | +5   |
| 2    | Roses       | 25  | 14 | 7 | 4 | 3 | 16 | 10 | +6   |
| 3    | Rapide      | 21  | 13 | 6 | 3 | 4 | 23 | 15 | +8   |
| 4    | Rise        | 19  | 14 | 5 | 4 | 5 | 21 | 20 | +1   |
| 5    | Wild        | 14  | 14 | 4 | 2 | 8 | 15 | 21 | -6   |
| 6    | Tides       | 11  | 14 | 3 | 2 | 9 | 10 | 24 | -14  |

- Qualifiés pour les demi-finales

| Résultats (▼dom., ►ext.)                                   | CAL | HFX | MTL | OTT | TOR | VAN | CAL | HFX | MTL | OTT | TOR | VAN | CAL | HFX | MTL | OTT | TOR | VAN |
| Wild de Calgary                                            |     | 3-2 | 1-0 | 0-0 | 1-2 | 2-1 |     | -   | -   | 0-3 | 1-2 | -   |     | -   |     | -   | -   |     |
| Tides de Halifax                                           | 1-4 |     | 1-1 | 2-1 | 0-1 | 0-6 | 1-0 |     | -   | -   | 0-1 | -   |     |     |     | -   | -   | -   |
| Roses de Montréal                                          | 2-0 | 0-0 |     | 2-1 | 0-2 | 2-0 | -   | 0-1 |     | -   | -   | -   | -   | -   |     |     |     |     |
| Rapide d'Ottawa                                            | 3-1 | 1-0 | 1-1 |     | 2-1 | 3-0 | -   | -   | 1-2 |     | -   | -   |     |     | -   |     | -   | -   |
| AFC Toronto                                                | 2-1 | 3-1 | 0-1 | 0-4 |     | 1-1 | -   | -   | 1-2 | 3-0 |     | -   |     |     | -   |     |     | -   |
| Rise de Vancouver                                          | 1-0 | 1-0 | 1-3 | 3-3 | 2-3 |     | 1-1 | 2-1 | 0-0 | -   | 2-1 |     | -   |     | -   |     |     |     |
| - Victoire à domicile - Match nul - Victoire à l'extérieur |     |     |     |     |     |     |     |     |     |     |     |     |     |     |     |     |     |     |

### Tournoi de fin de saison
|  | Demi-finales | Demi-finales | Demi-finales | Demi-finales |    |  | Finale | Finale | Finale | Finale |
|  |              |              |              |              |    |  |        |        |        |        |
|  |              |              |              |              |    |  |        |        |        |        |
|  | 1er          |              | ..           | ..           |    |  |        |        |        |        |
|  | 1er          |              | ..           | ..           |    |  |        |        |        |        |
|  | 4e           |              | ..           | ..           |    |  |        |        |        |        |
|  | 4e           |              | ..           | ..           | .. |  |        |        |        |        |
|  |              |              |              |              |    |  |        |        |        |        |
|  |              |              |              |              | .. |  |        |        |        |        |
|  | 2e           |              | ..           | ..           |    |  |        |        |        |        |
|  | 2e           |              | ..           | ..           |    |  |        |        |        |        |
|  | 3e           |              | ..           | ..           |    |  |        |        |        |        |
|  | 3e           |              |              |              |    |  |        |        |        |        |

## Statistiques individuelles
|    | Joueuse              | Franchise         | Buts |
| -- | -------------------- | ----------------- | ---- |
| 1. | DB Pridham (en)      | Rapide d'Ottawa   | 11   |
| 2. | Kaylee Hunter (en)   | AFC Toronto       | 8    |
| 3. | Latifah Abdu (en)    | Roses de Montréal | 6    |
| 4. | Quinn                | Rise de Vancouver | 5    |
| 5. | Tanya Boychuk (en)   | Roses de Montréal | 4    |
| 5. | Mariah Lee (en)      | Rise de Vancouver | 4    |
| 5. | Esther Okoronkwo     | AFC Toronto       | 4    |
| 8. | Kahli Johnson (en)   | Wild de Calgary   | 3    |
| 8. | Meikayla Moore       | Wild de Calgary   | 3    |
| 8. | Megumi Nakamura (jp) | Tides de Halifax  | 3    |
| 8. | Emma Regan (en)      | AFC Toronto       | 3    |
| 8. | Nikayla Small        | AFC Toronto       | 3    |
| 8. | Holly Ward (en)      | Rise de Vancouver | 3    |

|    | Joueuse               | Franchise         | Buts |
| -- | --------------------- | ----------------- | ---- |
| 1. | Melanie Forbes (en)   | Rapide d'Ottawa   | 5    |
| 1. | Nikayla Small         | AFC Toronto       | 5    |
| 3. | Victoria Pickett (en) | AFC Toronto       | 3    |
| 3. | Holly Ward (en)       | Rise de Vancouver | 3    |

Mise à jour le 4 août 2025.